# Сивицкий, Владимир Александрович
Владимир Александрович Сивицкий (род. 2 октября 1974, Москва) — российский правовед, судья Конституционного суда Российской Федерации (с 2023 года), заведующий кафедрой конституционного и административного права НИУ ВШЭ в Санкт-Петербурге. Кандидат юридических наук (1999), профессор. Заслуженный юрист Российской Федерации (2018). Государственный советник Российской Федерации 1 класса.

## Биография
С отличием окончил юридический факультет Московского государственного университета имени М. В. Ломоносова по специальности «правоведение». В 1999 году защитил диссертацию на соискание ученой степени кандидата юридических наук (тема диссертации — «Систематизация конституционно-правовых актов Российской Федерации»).
С 2002 по 2005 год занимал должность руководителя аппарата Комитета Совета Федерации Федерального Собрания Российской Федерации по вопросам местного самоуправления. Работал в аппарате мэра и правительства Москвы первым заместителем начальника управления по связям с органами законодательной и исполнительной власти.
С 1995 по 2002 год и с 2008 по 2023 год работал в Секретариате Конституционного суда Российской Федерации (с сентября 2015 года — руководитель Секретариата).
С 2006 года преподавал в Высшей школе экономики (в 2006—2008 годах исполнял обязанности декана факультета права ГУ ВШЭ). С 2008 года — заведующий кафедрой конституционного и административного права юридического факультета НИУ ВШЭ в Санкт-Петербурге.
21 июня 2023 года по представлению Президента Российской Федерации Владимира Путина назначен на должность судьи Конституционного суда Российской Федерации на пленарном заседании Совета Федерации. По признанию председателя Конституционного суда Российской Федерации Валерия Зорькина, кандидатуру Сивицкого предложила президенту директор Института законодательства и сравнительного правоведения Талия Хабриева.

## Научная деятельность
Владимир Сивицкий имеет более ста научных, учебных и учебно-методических трудов, является соавтором ряда учебников и монографий. Научные интересы — теория конституционного права, конституционное правосудие, местное самоуправление.

## Награды
- Медаль ордена «За заслуги перед Отечеством» II степени (2011)
- Заслуженный юрист Российской Федерации (2018)
- Почетная грамота Министерства науки и высшего образования Российской Федерации (2022)